# Dawit Kiria
Dawit Kiria (gru. დავით ქირია; ur. 9 lutego 1988 w Zugdidi) – gruziński karateka, kickbokser i zawodnik savate. Mistrz świata Glory w wadze lekkiej z 2014 w kickboxingu oraz mistrz świata w savate z 2017.

## Kariera sportowa
Urodził się w Zugdidi. Tam też zaczął trenować ashihara karate. Następnie przeniósł się wraz z rodziną do Holandii, gdzie kontynuował treningi karate w klubie Golden Glory. W tym samym czasie zainteresował się bardzo popularnym w Holandii kickboxingiem. Po wygraniu w 2009 Mistrzostwa Europy w kyokushin, skupił się głównie na kickboxingu.
W latach 2008–2012 toczył walki głównie na galach w Holandii, Niemczech oraz Turcji, wygrywając m.in. z Kemem Sitsongpeenongiem oraz przegrywając z Robinem van Roosmalenem czy Nieky Holzkenem. W 2012 doszedł do półfinału turnieju GLORY wagi -70 kg, przegrywając w nim z utytułowanym Ormianinem Giorgio Petrosyanem. W 2013 pokonał zwycięzcę K-1 World MAX z 2012, Murthela Groenharta jednogłośnie na punkty.
23 listopada 2013 przegrał w półfinale turnieju GLORY ponownie z Roosmalenem. 8 marca 2014 na GLORY 14 w Zagrzebie, zmierzył się w zastępstwie za Ky Hollenbecka o inauguracyjne mistrzostwo wagi lekkiej z Andym Ristie, którego nieoczekiwanie znokautował w 5. rundzie starcia, zdobywając pas. Tytuł stracił w pierwszej obronie, 7 listopada 2014 na rzecz Roosmalena, przegrywając z nim większościową decyzją. Przez kolejne dwa lata bezskutecznie próbował wygrać turniej pretendentów GLORY, ulegając za każdym razem w półfinałach Tajowi Sitthichaiowi Sitsongpeenongowi. Od 2016 związany głównie z chińskim Kunlun Fight, gdzie pokonywał m.in. Białorusina Dzianisa Zujeua. Przegrywał natomiast m.in. z Tajami Jomthongiem Chuwattana w półfinale turnieju mistrzowskeigo Kunlun Fight World MAX 2016 czy z Superbonem Banchamek w ćwierćfinale kolejnego World MAX 2017.
25 listopada 2017 w Paryżu został mistrzem świata w savate organizacji BKS gdzie podczas turnieju KFWC Savate Pro pokonał Francuza Ludovica Nassibou.

## Osiągnięcia
Kickboxing:
- 2008: Ring Masters Olympia 2008 – finalista turnieju wagi półśredniej
- 2014: mistrz świata GLORY w wadze lekkiej

Kyokushin karate:
- 2009: Mistrzostwa Europy Kyokushinkai Karate Kamakura – 1. miejsce

Savate:
- 2017: mistrz świata KFWC Savate Pro w kat. 70 kg